# 國會高地 (印第安納州)
國會高地（英語：Country Club Heights）是一個位於美國印第安納州麥迪遜縣的城鎮。

## 人口
根據2010年美國人口普查的數據，國會高地的面積為0.76平方千米，當中陸地面積為0.76平方千米，而水域面積為0.00平方千米。當地共有人口79人，而人口密度為每平方千米104人。